# Ballade
Een ballade is een lied of gedicht waarin een verhaal wordt verteld. In de loop der eeuwen en afhankelijk van de regio heeft ballade meerdere betekenissen gehad. De naam is afgeleid van het Franse of middeleeuws-Latijnse ballade of ballada en betekent danslied.

## Middeleeuwen
De vorm is in de middeleeuwen ontstaan uit de Noord-Franse trouvèreballade. Een ballade bestaat uit een aantal korte strofen, waarin gebeurtenissen verteld worden die zich vaak in een adellijk milieu afspelen. Elementaire thema's als dood en wraak maken er de kern van uit en ze lopen meestal tragisch af.
De ballade heeft vaak als vorm AaBC, waarbij a dezelfde melodie als A, maar een andere tekst heeft dan A en waarin C een afsluitend refrein is, dat na iedere strofe onveranderlijk terugkomt.
Er is meestal een sprongsgewijze vertelling, veel herhaling en het lied eindigt vaak dramatisch. Er is veel directe rede en het is veelal ook gehuld in een magische of mythische sfeer.
De trouvèreballade vond haar weg naar Engeland en de Nederlanden, waar ze haar oorspronkelijke betekenis van danslied verloor. In het Gruuthusehandschrift te Brugge (ca. 1395–ca. 1408) zijn 60 balladen en verwante strofenliederen opgenomen, waaronder ballades van hertog Jan I van Brabant.

## Romantiek
Het genre werd nagevolgd in de poëzie uit de Romantiek. Goethe dichtte zijn ballade Erlkönig (1782), die later door Schubert op muziek gezet werd; Coleridge schreef een bundel Lyrical Ballads (1798) met William Wordsworth, waarin het lange gedicht The Rhyme of the Ancient Mariner opgenomen is. In de muziek werd de ballade ook met de term romance verwisseld.
Frédéric Chopin schreef vier composities voor piano die ballade worden genoemd. Er is geen zang bij en er is dan ook geen verhaal, maar de  muziek wekt wel de indruk dat een verhaal wordt verteld. 

## 20e eeuw
In de poëzie vinden we ballades bij Aart van der Leeuw (1931†, Liederen en balladen), Gerrit Achterberg (1962†, De ballade van de gasfitter) en Hendrik de Vries (1989†, Atlantische balladen).
Astor Piazzolla schreef Ballade voor een dwaas (Balada para un Loco) op tekst van Horacio Ferrer (1969), in het Nederlands vertaald door Sterre Konijn en Paula Patricio; uitgevoerd in 2021 door Astori Amsterdam ter gelegenheid van Piazzolla's 100ste geboortejaar.

### Ballade-opera
Bertolt Brecht en Kurt Weill schreven de Driestuiversopera (1928), die ook een ballade-opera genoemd wordt. De opera waar het stuk op gebaseerd is, was The Beggar's Opera van John Gay (libretto) en Christopher Pepusch (muziek) uit 1728.
De opera bevat de ballades:
- Die Moritat von Mackie Messer (The Ballad of Mack the Knife – Ausrufer/Street singer)
- Ballade von der sexuellen Hörigkeit (Ballad of Sexual Dependency – Mrs Peachum)
- Zuhälterballade (Pimp's Ballad of Tango Ballad – Jenny, Macheath)[9]
- Ballade vom angenehmen Leben (Ballad of the Pleasant Life – Macheath)

### Populaire muziek
De term ballade wordt ook gebruikt voor moderne muziekstukken voor zang met een verhalend karakter, zoals uit 1959 de Zuiderzeeballade van Willy van Hemert en Joop de Leur, en Kenny Rogers' ballade Coward of the county uit 1979.
Bob Dylan schreef in 1962 de Ballad of Hollis Brown, met een melodie geïnspireerd op een volksliedje Pretty Polly, dat Dylan leerde van Woody Guthrie, maar met een geheel eigen tekst: een sombere en berooide boer met zijn vrouw en vijf kinderen, die in South Dakota samen in bittere armoede leven. In wanhoop doodt de man zijn vrouw en kinderen en zichzelf met een jachtgeweer.  

#### Ballad
In de Engelstalige landen wordt onder ballad meestal de "sentimental ballad" verstaan. Het begrip is ook in de Nederlandstalige regio's ingeburgerd, als melodieuze popsong in tegenstelling tot de uptempo-liedjes en hoeft ook geen verhalend karakter te hebben. In de versie van rockbands worden zij soms power ballads of rock ballads genoemd.
Een nicheversie is de 'torch song', een sentimenteel liefdeslied, meestal een lied waarin de zanger treurt om een onbeantwoorde of verloren liefde, waarbij de ene partij zich niet bewust is van het bestaan van de andere.